# Le Percy
Le Percy (vor 2023 Percy) ist eine französische Gemeinde mit 167 Einwohnern (Stand: 1. Januar 2022) im Département Isère in der Region Auvergne-Rhône-Alpes (vor 2016: Rhône-Alpes). Sie gehört zum Arrondissement Grenoble und zum Kanton Matheysine-Trièves.

## Geographie
Die Gemeinde Le Percy liegt in der Landschaft Trièves im Regionalen Naturpark Vercors, etwa 44 Kilometer südsüdwestlich von Grenoble. Umgeben wird Le Percy von den Nachbargemeinden Clelles im Norden, Lavars und Cornillon-en-Trièves im Nordosten, Prébois im Nordosten und Osten, Monestier-du-Percy im Südosten und Süden, Treschenu-Creyers im Süden und Südwesten sowie Chichilianne im Westen.
Durch die Gemeinde führt die frühere Route nationale 75 (heutige D1075).

## Bevölkerungsentwicklung
| Jahr                       | 1962 | 1968 | 1975 | 1982 | 1990 | 1999 | 2006 | 2013 | 2021 |
| Einwohner                  | 89   | 68   | 66   | 77   | 101  | 111  | 118  | 156  | 170  |
| Quellen: Cassini und INSEE |      |      |      |      |      |      |      |      |      |

## Sehenswürdigkeiten
- Kirche Saint-Barthélemy
- ehemalige Einsiedelei Notre-Dame-d'Esparron
- Kapelle Saint-Jean-Porte-Latine im Ortsteil Les Blancs

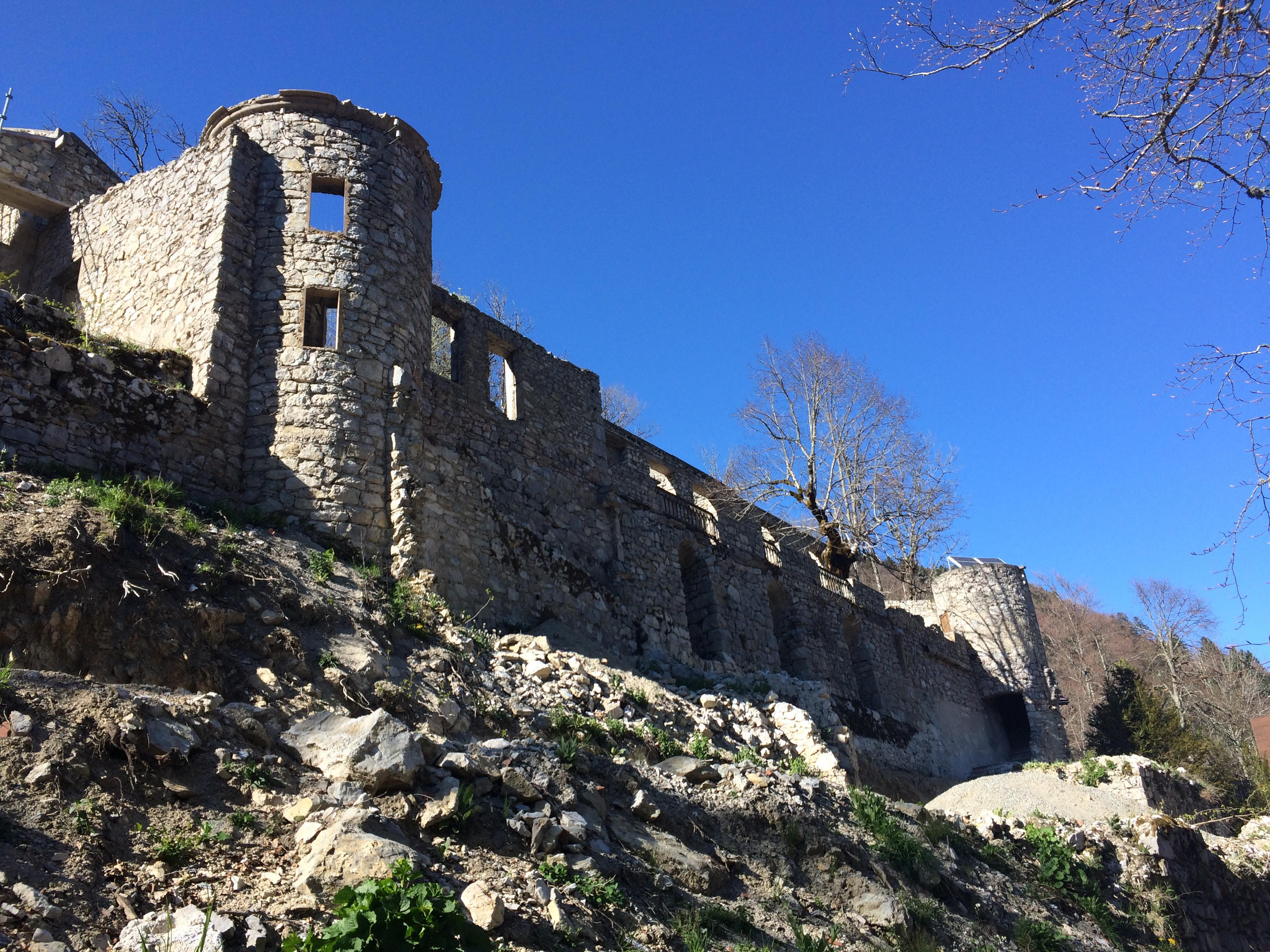
Ehemalige Einsiedelei Notre-Dame-d'Esparron
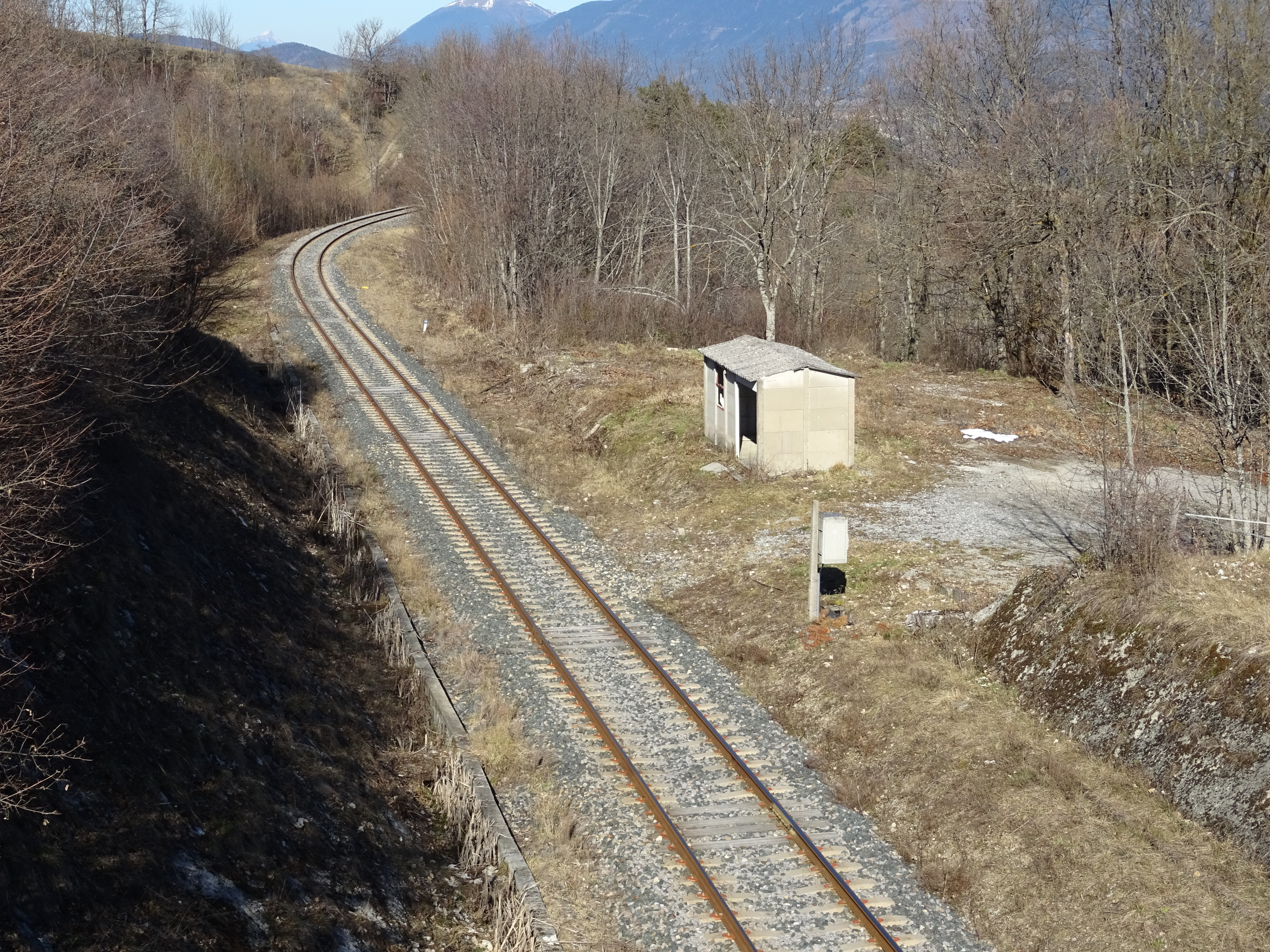
Ehemalige Bahnstation Le Percy